# Нова Весь (гміна Сомпольно)
Нова Весь (пол. Nowa Wieś) — село в Польщі, у гміні Сомпольно Конінського повіту Великопольського воєводства.
Населення — 525 осіб (2011).
У 1975-1998 роках село належало до Конінського воєводства.

## Демографія
Демографічна структура станом на 31 березня 2011 року:
|          | Загалом | Допрацездатний вік | Працездатний вік | Постпрацездатний вік |
| -------- | ------- | ------------------ | ---------------- | -------------------- |
| Чоловіки | 261     | 60                 | 175              | 26                   |
| Жінки    | 264     | 64                 | 146              | 54                   |
| Разом    | 525     | 124                | 321              | 80                   |